# Arinolus nogalanus
Arinolus nogalanus är en mångfotingart som beskrevs av Chamberlin 1941. Arinolus nogalanus ingår i släktet Arinolus och familjen Atopetholidae. Inga underarter finns listade i Catalogue of Life.